# 1967 en cyclisme
| Années du cyclisme : 1964 - 1965 - 1966 - 1967 - 1968 - 1969 - 1970    |
| Décennies du cyclisme : 1930 - 1940 - 1950 - 1960 - 1970 - 1980 - 1990 |

Les faits marquants de l'année 1967 en cyclisme.

## Par mois

### Février
- 5 février : le Français Paul Gutty gagne le Grand Prix de St Tropez.
- 6 février : l'Allemand Rolf Wolfshol gagne la ronde d'Aix en Provence.
- 7 février : le Français Jean Jourden gagne le Grand Prix d'Aix-en-Provence.
- 11 février : le Français Jean Jourden gagne le Grand Prix de Saint-Raphaël.
- 18 février : le Français Francis Campaner gagne le Grand Prix de Fréjus.
- 19 février : l'Italien Franco Bitossi gagne le Trophée Laigueglia.
- 19 février : le Français Jean Paul Paris gagne le Grand Prix de Cannes.
- 20 février : l'Espagnol Jesus Aranzabal gagne le Tour d'Andalousie.
- 22 février : le Néerlandais Jan Janssen gagne Nice-Genes.
- 26 février : le Belge Frans Aerenhouts gagne le Grand Prix d'Antibes.
- 26 février : le Belge Robert Lelangue gagne Sassari-Cagliari.
- 27 février : l'Italien Luciano Armani gagne le Grand Prix de Monaco.

### Mars
- 4 mars : le Belge Willy Vekemans gagne le Circuit Het Volk.
- 4 mars : le Belge Eddy Merckx gagne la 6eme étape du Tour de Sardaigne Sassari-Sassari.
- 5 mars : le Belge Daniel Van Ryckeghem gagne Kuurne-Bruxelles-Kuurne.
- 5 mars : le Belge Edward Sels gagne le Tour du Limbourg.
- 5 mars : le Belge Eddy Merckx gagne la 7eme étape du Tour de Sardaigne Sassari-Cagliari. L'Italien Luciano Armani gagne le classement général final du Tour de Sardaigne.
- 5 mars : l'Espagnol José Perez Frances gagne le Tour du Levant pour la deuxième fois.
- 5 mars : le Français Cyrille Guimard gagne le Grand Prix de Nice. L'épreuve ne sera plus disputée jusqu'en 1972.
- 9 mars : le Belge Eddy Merckx gagne la 2eme étape de Paris-Nice Toucy-Chateau Chinon.
- 11 mars : le Belge Arthur Decabooter gagne le Circuit des Régions Flamandes.
- 12 mars : l'Italien Franco Bitossi gagne Tirreno Adriatico.
- 12 mars : le Belge Gustave Desmet gagne le Circuit des Ardennes Flamandes pour la deuxième fois.
- 13 mars : le Belge Eddy Merckx gagne la 6eme étape de Paris-Nice Marignane-Hyères.
- 13 mars : l'Espagnol Eduardo Castello gagne Subida a Arrate.
- 15 mars : le Britannique Tom Simpson gagne Paris-Nice.
- 15 mars : l'italien Gianni Motta gagne Milan-Turin.
- 15 mars : le Belge Emiel Coppens gagne le Circuit du Sud-Ouest Belge.
- 16 mars : l'Italien Guido De Rosso gagne le Tour du Piémont. Cette épreuve ne sera pas disputée en 1968 et reprendra en 1969.
- 18 mars : le Belge Eddy Merckx conserve son titre sur Milan-San Remo en réglant au sprint un petit groupe d'échappés.
- 18 mars : le Belge Martin Vandenbossche gagne le Circuit de Waes.
- 23 mars : le Belge Eddy Merckx gagne Gand-Wevelgem.
- 25 mars : le Belge Willy Bocklant gagne le Grand Prix E3.
- 25 mars : l'Italien Luciano Armani gagne la Coupe Placci. L'épreuve n'aura pas lieu en 1968 et reprendra en 1969.
- 26 mars : le Belge Jean Baptiste Claes gagne la première édition de Harelbeke-Poperinge-Harelbeke.
- 26 mars : le Belge Daniel Van Ryckeghem gagne À travers la Belgique.
- 26 mars : le Français Jacques Anquetil gagne le Critérium national de la route.pour la quatrième fois.
- 26 mars : l'Espagnol José Antonio Momene Campo gagne le Grand Prix de Pâques.
- 26 mars : le Belge Rik Van Looy gagne le Circuit des Régions Fruitières pour la deuxième année d'affilée.
- 27 mars : le Belge Roger Rosiers gagne la Flèche brabançonne.
- 28 mars : le Français Georges Chappe gagne Paris-Camembert.
- 28 mars : le Français José Samyn gagne le Grand Prix de Denain.
- 29 mars : l'Espagnol Jaime Alomar Florit gagne le Trophée Masferrer pour la deuxième fois.

### Avril
- 2 avril : l'Italien Dino Zandegù gagne lors du Tour des Flandres la plus grande course d'un jour de sa carrière.
- 7 avril : l'Espagnol Dominguo Perurena gagne la Semaine catalane.
- 7 avril : l'Italien Carmine Preziosi gagne le Tour de Belgique.
- 9 avril : le Néerlandais Jan Janssen s'impose au sprint sur Paris-Roubaix.
- 9 avril : l'Espagnol Antonio Gómez del Moral gagne le Grand Prix de Printemps pour la deuxième fois.
- 9 avril : l'Italien Franco Bitossi gagne le Tour des 4 Cantons.
- 11 avril : l'Espagnol Antonio Gómez del Moral gagne le Grand Prix de Navarre.
- 11 avril : le Belge Eddy Merckx gagne le Grand Prix Salvarani.
- 13 avril : le Belge Willy Planckaert gagne le Grand Prix Pino Cerami.
- 15 avril : le Néerlandais Arie den Hartog gagne l'Amstel Gold Race.
- 16 avril : le Belge Daniel Van Rijckeghem gagne le Grand Prix de Francfort.
- 16 avril : l'Italien Michele Dancelli gagne le Tour de la province de Reggio de Calabre pour la deuxième année d'affilée.
- 16 avril : le Belge Guido Reybroeck gagne le Circuit des 11 Villes.
- 16 avril : le Français Lucien Aimar gagne la Course de Côte du Mont-Faron Contre La Montre.
- 19 avril : l'Italien Dino Zandegu gagne le Tour de Campanie.
- 20 avril : le Français Bernard Guyot gagne le Tour de L'Hérault.
- 20 avril : le Belge Georges Vandenberghe gagne la Flèche Enghiennoise.
- 22 avril : le Belge Noël Van Clooster gagne la Flèche Côtière.
- 23 avril : l'Espagnol Valentin Uriona gagne le Tour de Majorque.
- 23 avril : l'Italien Carmine Preziosi gagne pour la deuxième fois Bruxelles-Verviers. Ensuite l'épreuve disparait du calendrier international.
- 24 avril : l'Allemand Rudy Altig gagne Milan-Vignola.
- 25 avril : le Belge Walter Godefroot gagne la Nokere Koerse.
- 25 avril : le Belge Eddy Merckx gagne le Circuit du Tournaisis.
- 28 avril : le Belge Eddy Merckx gagne la Flèche wallonne.
- 30 avril : le Suisse Robert Hagmann gagne le Championnat de Zurich.

### Mai
- 1 mai : le Belge Walter Godefroot bat au sprint Eddy Merckx pour s'adjuger la victoire sur le Liège-Bastogne-Liège, il s'agit de sa première victoire dans une classique.
- 1er mai : le Belge Marim Creele gagne le Grand Prix Hoboken.
- 4 mai : le Belge Eddy Merckx gagne le Tour de Condroz.
- 4 mai : le Belge Frans Brands gagne le Circuit des 3 Provinces Belge.
- 7 mai : l'Italien Vittorio Adorni gagne le tour de Romandie pour la deuxième fois.
- 7 mai : le français Lucien Aimar gagne les 4 jours de Dunkerque.
- 13 mai : le Belge Petrus Oellibrandt gagne la Flèche des Polders.
- 14 mai : le Néerlandais Jan Janssen remporte la 22e édition du Tour d'Espagne.
- 14 mai : le Belge Willy Planckaert gagne le Tour du Brabant Ouest.
- 15 mai : l'Italien Bruno Mealli gagne le Tour de Romagne pour la deuxième fois.
- 15 mai : le Belge Noël Foré gagne le Circuit de Flandre Orientale.
- 15 mai : le Belge Herman Van Springel gagne la Flèche Hesbignonne pour la deuxième année d'affilée.
- 21 mai : l'Allemand Peter Glemser gagne le Tour de L'Oise.
- 21 mai : l'Espagnol Andrés Quintana gagne la première édition de Nuestra Senora de Oro.
- 21 mai : le Belge Noël Foré gagne Bruxelles-Meulebeke.
- 21 mai : le Néerlandais Jan Harings gagne le Circuit Mandel-Lys-Escaut.
- 21 mai : le Français Paul Gutty gagne la Poly Lyonnaise pour la deuxième fois. Ensuite l'épreuve disparait du calendrier international.
- 25 mai : le Belge Georges Van Conningsloo gagne Bordeaux-Paris.
- 28 mai : le Belge Jérôme Kegels gagne le Tour du Brabant Central.
- 31 mai : le Belge Eddy Merckx gagne la 12eme étape du Tour d'Italie Caserta-Blockhaus, qui emprunte les cols de Macerone, de Rionero Sannitico, de Roccaraso et pour la première fois l'Ascension du Blockhaus qui culmine à 2045 mètres, (nommé ainsi car les Allemands durant la dernière guerre ont construit des fortifications sur ce sommet des Apennins situé sur la station de ski de Passolanciano dans le massif de la Majella). 2eme l'Italien Italo Zilioli à 10 secondes, 3eme l'Espagnol José Perez-Frances à 20 secondes, 4eme le Français Jacques Anquetil à 23 secondes. Merckx que l'on pensait être un routier-sprinteur se révèle être un grimpeur, les spécialistes savent à présent qu'il peut gagner des grands Tours.

### Juin
- 2 juin : le Belge Eddy Merckx gagne au sprint la 14eme étape du Tour d'Italie Riccione-Lido degli Estensi.
- 4 juin : l'Espagnol Gines Garcia Peran gagne le Tour des vallées minières.
- 4 juin : le Belge Willy Int'ven gagne le Circuit de Belgique Centrale.
- 10 juin : le Belge Walter Godefroot gagne Porto-Lisbonne.
- 11 juin : l'Italien Felice Gimondi gagne la 50e édition du Tour d'Italie.
- 11 juin : le Suisse Peter Abt gagne le Tour du Nord-Ouest de la Suisse.
- 14 juin : le Belge Daniel Van Ryckeghem gagne Bruxelles-Ingooigem.
- 15 mai : l'Espagnol Julio Jimenez gagne la Polymultipliée.
- 18 juin : le Français Michel Grain gagne le Grand Prix du Midi libre.
- 18 juin : l'Italien Felice Gimondi gagne le Grand Prix de Forli.
- 18 juin : le Belge Georges Vanderberghe gagne le Tour de Flandre orientale.
- 19 juin : le Belge Frans Brands gagne le Tour de Luxembourg.
- 21 juin : le Britannique Tom Simpson gagne le Manx Trophy, c'est sa dernière grande victoire avant son décès quelques jours plus tard dans l'étape du Tour de France Marseille-Carpentras sur les pentes du Mont Ventoux.
- 24 juin : l'Italien Gianni Motta gagne le Tour de Suisse.
- 24 juin : l'Italien Lino Carletto gagne le Grand Prix Cemab.
- 25 juin : le Français Anatole Novak gagne les Boucles de la Seine. L'épreuve ne sera pas disputée en 1968 et reprendra en 1969.
- 25 juin : l'Italien Wladimiro Panizza gagne le Grand Prix de Montelupo.
- 25 juin : le Belge Jean Baptiste Claes gagne le Grand Prix de Dortmund.
- 25 juin : le Belge Julien Stevens gagne le Circuit Hageland-Campine Sud.
- 29 juin : départ du Tour de France, c'est le Tour le plus long de l'après-guerre avec 4779 KM. Il faut même remonter à 1931 pour avoir un Tour de France atteignant ce kilométrage. Tous les massifs montagneux français sont empruntés et il ne lui manque qu'une troisième arrivée au sommet (avec le Ballon d'Alsace et le Puy de Dôme) pour ressembler encore plus au Tour 1952. Le Mont Ventoux aurait pu être cette arrivée, mais son étape n'en sera pas moins dramatique pour autant.  C'est le retour aux équipes nationales. Des bonifications sont attribuées aux arrivées des étapes dites de plat : 20 secondes pour le premier, 10 secondes pour le deuxième, 5 secondes pour le troisième. L'espagnol José Maria Errandonea remporte le premier prologue de l'histoire du Tour, disputé à Angers, 2eme le Français Raymond Poulidor à 6 secondes, 3eme le Néerlandais Jan Janssen à 10 secondes. Errandonea prend le maillot jaune.
- 30 juin : le Belge Walter Godefroot gagne, au sprint devant tout le peloton, la 1ere étape du Tour de France Angers-Saint Malo, 2eme le Néerlandais Gerben Karstens, 3eme le Français Paul Lemeteyer. Pas de changement au classement général.

### Juillet
- 1er juillet : le Belge Willy Van Neste gagne, au sprint devant ses 10 compagnons d'échappée la 2eme étape du Tour de France Saint Malo-Caen, 2eme l'Espagnol Jesus Aranzabal à 1 seconde, 3eme le Français Michel Grain à 2 secondes, suivent 2 hommes intercalés et l'Italien Marino Basso 14eme à 43 secondes remporte le sprint du peloton. Au classement général Van Neste prend le maillot jaune, 2eme l'Espagnol Jaime Alomar (5eme de l'étape) à 15 secondes, 3eme l'Italien Giancarlo Polidori (7eme de l'étape)  à 16 secondes.
- 2 juillet : l'Italien Marino Basso gagne, au sprint devant ses 10 compagnons d'échappée, la 3eme étape du Tour de France Caen-Amiens, 2eme le Français Raymond Riotte, 3eme le Belge Joseph Spruyt, l'Allemand Winfried Boelke 12eme à 2 minutes 13 secondes remporte le sprint du peloton. Au classement général l'Italien Giancarlo Polidori (10eme de l'étape) prend le maillot jaune, 2eme le Français Jean Pierre Genet (7eme de l'étape) à 23 secondes, 3eme Riotte à 33 secondes.
- 3 juillet : le Belge Guido Reybrouck gagne, au sprint devant ses 11 compagnons d'échappée, la 4eme étape du Tour de France Amiens-Roubaix, 2eme le Néerlandais Jan Janssen, 3eme le Néerlandais Gerben Karstens. Le Français Raymond Poulidor est 8eme de ce groupe. L'Espagnol Julio Jimenez 13eme est à 9 secondes et l'Italien Marino Basso 14eme à 24 secondes remporte le sprint du peloton. L'Italien Giancarlo Polidori 70eme à 1 minute 52 secondes perd le maillot jaune. Au classement général, le Belge Joseph Spruyt (10eme de l'étape) prend le maillot jaune, 2eme Basso à 19 secondes, 3eme Polidori à 1 minute 5 secondes.
- 4 juillet : la 1ere demi-étape de la 5eme étape du Tour de France Roubaix-Jambes est remportée, en solitaire, par le Français Roger Pingeon, 2eme le Français Raymond Riotte à 1 minute 24 secondes, 3eme le Néerlandais Jos Van Der Vleuten à 1 minute 25 secondes. L'Italien Giancarlo Polidori est 6eme à 1 minute 27 secondes. Arrivent ensemble à 6 minutes 22 secondes, le Belge Joseph Spruyt 29eme, le Français Raymond Poulidor 30eme, l'Italien Felice Gimondi 31eme et le Français Lucien Aimar 32eme. L'Espagnol Julio Jimenez termine 63eme à 6 minutes 46 secondes et l'Italien Marino Basso finit 72eme même temps. Au classement général, Pingeon prend le maillot jaune, 2eme Polidori à 26 secondes, 3eme Riotte à 46 secondes.
- la 2eme demi étape contre la montre par équipe est remportée par l'équipe de Belgique, 2eme la France à 13 secondes, 3eme les Pays-Bas à 18 secondes. Le seul enjeu de cette demi-étape est l'attribution de 20 secondes de bonification aux équipiers de l'équipe gagnante et de 10 secondes de bonification aux équipiers de la seconde équipe. Au classement général, 1er le Français Roger Pingeon, 2eme l'Italien Giancarlo Polidori à 36 secondes, 3eme le Français Raymond Riotte à 46 secondes. Parmi les autres favoris, le Français Raymond Poulidor est 18eme à 6 minutes 6 secondes, l'Italien Felice Gimondi est 27eme à 6 minutes 24 secondes, le Néerlandais Jan Janssen est 28eme à 6 minutes 26 secondes, le Français Lucien Aimar est 37eme à 6 minutes 48 secondes, l'Espagnol Julio Jimenez est 51eme à 7 minutes 12 secondes et le Belge Herman Van Springel est 32eme à 6 minutes 34 secondes.
- 5 juillet : le Belge Herman Van Springel gagne la 6eme étape du Tour de France Jambes-Metz, 2eme l'Allemand Winfield Boelke à 1 seconde, 3eme le Belge Georges Vandenberghe à 46 secondes, suivent 2 hommes intercalés et le Belge Guido Reybrouck 6eme à 57 secondes remporte le sprint du peloton. Pas de changement en tête du classement général.
- 6 juillet : le Britannique Michael Wright gagne, gagne au sprint devant ses 6 compagnons d'échappée, la 7eme étape du Tour de France Metz-Strasbourg qui emprunte le col du Donon et du Champ du Messin, 2eme le Belge Georges Vandenberghe, 3eme le Français Raymond Riotte. Le Belge Guido Reybrouck 8eme à 1 minute 19 seconde remporte le sprint du peloton. Au classement général, Raymond Riotte prend le maillot Jaune, 2eme le Français Roger Pingeon à 38 secondes, 3eme l'Italien Giancarlo Polidori à 1 minute 14 secondes.
- 7 juillet : le Français Lucien Aimar gagne la 8eme étape du Tour de France Strasbourg-Ballon d'Alsace qui emprunte les cols de Kreuzweg, du Haut de Ribeauvillé, du Collet du Linge, du Platerwasel avec arrivée au sommet du Ballon d'Alsace, 2eme l'Italien Franco Balmanion à 2 secondes, 3eme le Belge Noël Van Clooster à 8 secondes, 4eme le Néerlandais Jan Janssen à 13 secondes, 5eme le Britannique Tom Simpson même temps, 6eme le Belge Frans Brands à 34 secondes, 7eme le Belge Herman Van Springel à 1 minute 1 seconde, 8eme le Belge Willy Van Neste à 1 minute 3 secondes. le Français Roger Pingeon termine 16eme à 1 minute 27 secondes, suivi par son compatriote Désiré Letort 18eme à 1 minute 35 secondes. L'Espagnol Julio Jimenez arrive 19eme à 1 minute 42 secondes, l'Italien Giancarlo Polidori finit 26eme à 2 minutes 35 secondes, son compatriote Felice Gimondi 30eme à 3 minutes 50 seconde compromet ses chances de victoire finale et le Français Raymond Riotte 86eme à 14 minutes 45 secondes quitte les premières places. Mais la plus grande déception est produite par le Français Raymond Poulidor 68eme à 11 minutes 36 secondes, bien sur le Tour est perdu pour lui. Dans la descente du Haut de Ribeauvillé, Poupou est contraint de changer de vélo. Seul son équipier Edouard Delberghe lui cède le sien et Poulidor repart avec un vélo qui n'est pas à sa taille et des cales pieds trop petits pour lui, ceci couplé avec une fringale, car il n'a pas reçu le ravitaillement qui lui était dû, expliquent cette défaillance. Mais que faisait le directeur sportif Marcel Bidot ? La formule par équipe nationale  montre ses défauts, si le Tour était disputé par équipe de marque, ses équipiers de l'équipe Mercier et leur directeur sportif aurait dépanné Poulidor immédiatement. L' équipe d'Italie par exemple n'aurait jamais laissé un leader seul à la dérive. Réunir dans la même équipe, Poulidor, Aimar et Pingeon, n'est pas un gage d'unité pour une équipe. Qu'est ce que cela aurait été si le Français Jacques Anquetil avait accepté l'invitation de l'équipe de France. Maintenant qu'il a perdu le Tour Poulidor va se montrer un équipier exemplaire, ce qu'il aurait mérité avoir a sa disposition. Au classement général Roger Pingeon reprend le maillot jaune, 2eme Polidori à 1 minute 44 secondes, 3eme Letort à 2 minutes 43 secondes, 4eme Van Neste à 4 minutes 43 secondes, 5eme Van Springel à 4 minutes 51 secondes, 6eme Janssen à 5 minutes 12 secondes, 7eme Simpson à 5 minutes 15 secondes, 8eme Aimar à 5 minutes 21 secondes. Julio Jimenez est 17eme à 7 minutes 27 secondes, Gimondi est 30eme à 8 minutes 53 secondes et Poulidor est 63eme à 16 minutes 15 secondes. Il y a repos le 8 juillet.
- 7 juillet : l'Espagnol Ramon Pages gagne le Tour de Cantabrie.
- 9 juillet : le Belge Guido Reybrouck gagne, au sprint devant ses 15 compagnons d'échappée, la 9eme étape du Tour de France Belfort-Divonne les Bains qui emprunte le col des Rousses, 2eme l'Espagnol José Lopez, 3eme le Belge Joseph Huymans, 4eme le Britannique Tom Simpson. Dans ce groupe figurent les Français Roger Pingeon 9eme et Désiré Letort 11eme. Le Néerlandais Gerben Karstens 17eme à 22 secondes remporte le sprint du peloton. Au classement général 1er Pingeon, 2eme l'Italien Giancarlo Polidori à 2 minutes 6 secondes, 3eme Letort à 2 minutes 43 secondes.
- 10 juillet : l'Italien Felice Gimondi gagne la 10eme étape du Tour de France Divonne les Bains-Briançon qui emprunte les cols du Tamié, du Télégraphe et du Galibier, 2eme l'Espagnol Julio Jimenez à 2 secondes, 3eme le Français Raymond Poulidor à 2 minutes 52 secondes, 4eme le Français André Bayssière même temps, 5eme le Français Roger Pingeon à 4 minutes 13 secondes, 6eme l'Italien Franco Balmanion même temps. Le Belge Joseph Huymans 7eme, le Français Lucien Aimar 8eme ainsi que le Français Désiré Letort 9eme terminent à 4 minutes 13 secondes, 10eme le Néerlandais Gerben Karstens à 5 minutes 59 secondes, suivi de son compatriote Jan Janssen et du Britannique Tom Simpson tous même temps. Le Français Raymond Riotte 65eme à 14 minutes 10 secondes, Italien Giancarlo Polidori 69eme à 14 minutes 10 secondes et le Belge Herman Van Springel 87eme à 15 minutes 23 secondes ont perdu le Tour. Poulidor a été exemplaire en aidant son équipier Pingeon à limiter les dégâts dans le Galibier, alors que Gimondi et Jimenez s'efforçaient à creuser les écarts. Au classement général, seuls 8 hommes peuvent prétendre à la victoire finale, dans l'ordre : 1er Pingeon, 2eme Letort à 4 minutes 2 secondes, 3eme Jimenez à 4 minutes 57 secondes, 4eme Balmanion à 5 minutes 48 secondes, 5eme Gimondi à 6 minutes 15 secondes, 6eme Aimar à 7 minutes 2 secondes, 7eme Simpson à 8 minutes 20 secondes, 8eme Janssen à 8 minutes 39 secondes.
- 11 juillet : le Français José Samyn gagne détaché la 11e étape du Tour de France Briançon-Digne qui emprunte les Cols de Vars et d'Allos, 2eme le Français André Foucher à 3 secondes, 3eme le Luxembourgeois Edy Schutz à 4 secondes, 4eme le Français Georges Chappe à 6 secondes, suivent deux hommes intercalés et le Belge Walter Godefroot 7eme à 1 minute 34 secondes remporte le sprint du peloton. Pas de changement en tête du classement général. Le Marseillais Chappe, que les cyclotouristes Marseillais appellent « le champion du monde » (en raison de son titre de champion du monde par équipe), s'est échappé au pied du col de Vars et a lutté seul en tête  jusqu'au faubourgs de Digne, où il se fait rejoindre.
- 12 juillet : le Français Raymond Riotte gagne, détaché sur la piste du stade vélodrome, la 12eme étape du Tour de France Digne-Marseille qui emprunte le col de la Gineste, 2eme le Français Paul Lemeteyer à 3 secondes, 3eme le Luxembourgeois Johnny Schleck, 4eme le Néerlandais Wim Schepers, 5eme l'Italien Marino Basso, tous même temps. Le Néerlandais Gerben Karstens 6eme à 1 minute 30 secondes remporte le sprint du peloton. Basso était second mais il a été déclassé à la 5e place pour sprint irrégulier. Pas de changement en tête du classement général.
- 12 juillet : le Belge Eric de Munster gagne le Circuit des Monts du Sud-Ouest pour la deuxième année d'affilée.
- 13 juillet : le Néerlandais Jan Janssen gagne, au sprint devant un groupe de 7 hommes, la 13eme étape du Tour de France Marseille-Carpentras qui emprunte le col du Pointu et l'ascension du le Mont Ventoux par Bédouin, 2e l'Italien Felice Gimondi, 3e le Français Roger Pingeon, 4e l'Italien Franco Balmanion, 5e le Français Lucien Aimar, tous même temps, 6e l'Espagnol Julio Jimenez à 3 secondes, 7e le Français Désiré Letort même temps. Le Français Raymond Poulidor est 8e à 5 minutes 42 secondes. Jimenez a franchi le mont Ventoux avec plus d'une minute d'avance sur ses poursuivants, mais a été rejoint dans la plaine. Le fait du jour concerne le Britannique Tom Simpson qui décède au cours de l'étape. Il était encore avec Aimar au Chalet Reynard, mais à bout de force, il perd connaissance alors qu'il est en vue du sommet. Il est héliporté à l'hôpital d'Avignon où il rend le dernier soupir. Ce décès a été causé par la prise d'un produit dopant par un organisme fatigué par la rudesse de l'épreuve. La canicule qui a régné durant l'étape n'a pas arrangé les choses. Simpson était un crack du peloton, dur au mal. Il avait un beau palmarès qu'il comptait étoffer en passant dans l'équipe Italienne Salvarani avec Gimondi comme équipier. il avait déjà conquis les Italiens car doté d'un très grand sens de l'Humour, il avait grimpé les cols d'une épreuve italienne avec écrit sur sa casquette spingere ce qui veut dire pousser en italien. Il laisse une veuve, Helen et deux petites filles, Jane et Joanne. La course continue néanmoins, au classement général : 1er Pingeon, 2e Letort à 4 minutes 5 secondes, 3e Jimenez à 5 minutes, 4e Balmanion à 5 minutes 48 secondes, 5e Gimondi à 6 minutes 15 secondes, 6e Aimar à 7 minutes 2 secondes, 7e Janssen à 8 minutes 39 secondes.
- 14 juillet : le Britannique Barry Hoban gagne la 14e étape du Tour de France Carpentras-Sète, 2eme le Belge Guido Reybrouck à 3 minutes 58 secondes, 3eme le Belge Georges Vandenberghe et tout le peloton. Le peloton, en hommage au Britannique Tom Simpson, a laissé partir Hoban afin qu'il glane la prime du jour pour Helen la veuve de Simpson. Hoban fera mieux que cela puisqu'il saura combler le vide créé dans le cœur d'Helen en l'épousant. Ils donneront à Jane et Joanne une petite sœur  nommée Daniella. Il y a repos le 15 juillet.
- 16 juillet : l'Allemand Rolf Wolfshol gagne, au sprint devant son compagnon d'échappée, la 15e étape du Tour de France Sète-Toulouse, 2eme le Néerlandais Hubert Zilverberg, le Français Paul Lemeteyer 3eme à 2 minutes 14 secondes remporte le sprint du peloton. Pas de changement en tête du classement général.
- 17 juillet : l'Espagnol Fernando Manzaneque gagne la 16eme étape du Tour de France Toulouse-Luchon qui emprunte les cols de Portet d'Aspet,de Mente et du Portillon, 2eme l'Espagnol Julio Jimenez à 1 minute 23 secondes, 3eme le Néerlandais Jan Janssen à 4 minutes 20 secondes, 4eme le Français Lucien Aimar, 5eme l'Italien Franco Balmanion, 6eme le Français Roger Pingeon, 7eme le Français Désiré Letort, tous même temps, 8eme le Français Raymond Poulidor à 5 minutes 42 secondes. L'Italien Felice Gimondi défaillant termine 49eme à 13 minutes 55 secondes, le Tour est définitivement perdu pour lui. Jimenez sur un terrain à sa convenance frappe un grand coup et se replace en vue de la victoire finale. Au classement général, 1er Pingeon, 2eme Jimenez à 2 minutes 3 secondes, 3eme Letort à 4 minutes 5 secondes, 4eme Balmanion à 5 minutes 48 secondes, 5eme Aimar à 7 minutes 2 secondes, 6eme Janssen à 8 minutes 39 secondes.
- 18 juillet : le Français Raymond Mastrotto gagne en solitaire la 17eme étape du Tour de France Luchon-Pau qui emprunte les cols du Tourmalet et de l'Aubisque, 2eme le Belge Herman Van Springel à 49 secondes, 3eme l'Allemand Hans Junkermann même temps, le Néerlandais Jan Janssen 4eme à 1 minute 55 secondes remporte le sprint du peloton. Pas de changement en tête du classement général.
- 19 juillet : l'Italien Marino Basso gagne, au sprint devant ses 14 compagnons d'échappée, la 18eme étape du Tour de France Pau-Bordeaux, 2eme le Belge Georges Vandenberghe, 3eme l'Italien Adriano Durante, après ce groupe suivent deux hommes intercalés et le Français Paul Lemeteyer 18eme à 3 minutes 24 secondes remporte le sprint du peloton. Pas de changement en tête du classement général.
- 20 juillet : le Français Jean Stablinski gagne en solitaire la 19eme étape du Tour de France Bordeaux-Limoges, 2eme le Français Michel Grain à 1 minute 46 secondes, 3eme le Suisse René Bingelli, 4eme le Néerlandais Jos Van Der Vleuten, tous même temps, suivent 5 hommes intercalés et le Néerlandais Jan Janssen 10eme à 5 minutes 56 secondes remporte le sprint du peloton. Pas de changement en tête du classement général.
- 21 juillet : l'Italien Felice Gimondi gagne en solitaire la 20eme étape du Tour de France Limoges-Puy de Dôme avec arrivée au sommet, 2eme le Français Henri Rabaute à 4 minutes 50 secondes, 3eme l'Espagnol Julio Jimenez à 4 minutes 52 secondes, 4eme le Français Raymond Poulidor à 5 minutes 15 secondes, 5eme le Français Roger Pingeon à 5 minutes 16 secondes, 6eme le Néerlandais Jan Janssen à 5 minutes 39 secondes, 7eme l'Italien Franco Balmanion à 6 minutes, le Français Lucien Aimar termine 14eme à 6 minutes 42 secondes et son compatriote Désiré Letort finit 18eme à 7 minutes 4 secondes. Une échappée de 6 hommes a animé l'étape, parmi eux seul Gimondi et Rabaute iront au bout. Rabaute sauvant sa seconde place pour 2 secondes face à Jimenez. Ce dernier n'a pas su tirer parti de cette dernière arrivée au sommet pour distancer Pingeon. Au classement général, Pingeon 1er, sauf accident, à le Tour gagné, 2eme Jimenez à 1 minute 39 secondes. Le seul suspense concerne la 3eme place que possède toujours Letort à 5 minutes 53 secondes du leader, alors que Balmanion est 4eme à 6 minutes 32 secondes.
- 22 juillet : le Français Paul Lemeteyer gagne, au sprint devant ses 10 compagnons d'échappée, la 21eme étape du Tour de France Clermont Ferrand-Fontainebleau, 2eme le Belge Roger Swerts, 3eme l'Italien Marino Basso, puis arrivent avant le peloton 4 hommes intercalés et le Néerlandais Gerben Karstens 16eme à 6 minutes 42 secondes remporte le sprint du peloton. Cette étape avec 359 KM est la plus longue de l'après guerre. Il faut remonter à 1932 pour avoir une étape (Nantes-Bordeaux) atteignant les 359 KM. Lemeteyer avait plus d'endurance que Swerts et Basso, pourtant réputés plus rapides que lui. Ceux qui se demandaient avant le départ qui était Lemeteyer, savent à présent pourquoi cette force de la nature a été sélectionné en équipe de France. À l'issue de l'étape, il était encore plein de fraîcheur pour répondre devant la télévision aux questions de Robert Chapatte.
- 23 juillet : la 1ere demi étape de la 22eme étape du Tour de France Fontainebleau-Versailles est remportée, au sprint devant ses 2 compagnons d'échappée, par le Suisse René Bingelli, 2eme l'Allemand Herbert Wilde, 3eme le Français Michel Jacquemin. Suivent 14 hommes intercalés et le Néerlandais Jo de Roo 18eme à 7 minutes 30 secondes remporte le sprint du peloton. Pas de changement en tête du classement général.
- Le contre la montre de la 2eme demi-étape Versailles-Paris est remporté par le Français Raymond Poulidor, 2eme l'Italien Felice Gimondi à 25 secondes, 3eme le Français Roger Pingeon à 45 secondes, 4eme le Néerlandais Jan Janssen à 1 minute 30 secondes, 5eme l'Italien Franco Balmanion à 1 minute 36 secondes. L'Espagnol Julio Jimenez termine 14eme à 2 minutes 46 secondes et le Français Désiré Letort 23eme à 3 minutes 10 secondes perd sa place sur le podium. Le Français Roger Pingeon remporte le Tour de France, 2eme l'Espagnol Julio Jimenez à 3 minutes 40 secondes, 3eme l'Italien Franco Balmanion à 7 minutes 23 secondes. Le Néerlandais Jan Janssen remporte le classement par point, symbolisé par le maillot vert, pour la troisième fois. L'Espagnol Julio Jimenez remporte, pour la troisième fois consécutive le Grand Prix de la montagne, qui n'a pas encore de maillot distinctif.
- 25 juillet : l'Espagnol Javier Otaola gagne le Grand Prix de Villafranca.
- 25 juillet : le Belge Herman Vrancken gagne St Kwintens-Lennik.
- 28 juillet : le Maillot de champion des Pays-Bas ne figurera pas dans le peloton pour un an, en effet le Vainqueur du Championnat des Pays-Bas le Néerlandais Evert Dolman a été déclassé pour dopage.
- 30 juillet : l'Italien Franco Balmanion gagne le Tour de Toscane. Comme la course a été désignée Championnat d'Italie sur route, Franco Balmanion devient champion d'Italie.
- 30 juillet : l'Espagnol Luis Pedro Santamarina devient champion d'Espagne sur route.
- 30 juillet : le Luxembourgeois Edy Schutz devient champion du Luxembourg sur route pour la deuxième fois d'affilée.
- 30 juillet : l'Allemand Winfried Bölke devient champion de R F A sur route pour la troisième fois d'affilée.
- 30 juillet : le Suisse Alfred Rüegg devient champion de Suisse sur route.
- 30 juillet : le Britannique Colin Lewis devient champion de Grande-Bretagne sur route.
- 30 juillet : le Belge Jozef Boons devient champion de Belgique sur route.

### Août
- 1er août : le Belge Paul Int'ven gagne le Grand Prix de l'Escaut.
- 3 août : le Français Bernard Guyot gagne le Tour du Morbihan. L'épreuve ne sera pas disputée en 1968 et reprendra en 1969.
- 6 août : l'Italien Dino Zandegu gagne le Trophée Mattéotti.
- 7 août : le Français Raymond Poulidor gagne le Bol d'Or des Monedieres pour la seconde fois. Ensuite l'épreuve entre en sommeil jusqu'en 1982.
- 13 août : le Maillot de champion de France sur route ne figurera pas dans le peloton pour un an. En effet le Vainqueur du Championnat de France, Désiré Letort, est déclassé pour dopage. Le titre de champion de France n'est pas attribué.
- 13 août : l'Italien Gianni Motta gagne les 3 Vallées Varésines pour la troisième année d'affilée.
- 13 août : l'Espagnol José Luis Uribezubia gagne la Vuelta a los Puertos.
- 15 août : le Belge Edward Sels gagne la Flèche Anversoise.
- 16 août : l'Italien Luciano Dalla Bona gagne le Grand Prix de Camaiore.
- 16 août : l'Espagnol José Luis Uribezubia Velar.
- 20 août : le Belge Edward Sels gagne le Tour du Canton d'Argovie.
- 22 août : le Belge Roland Van de Rijse gagne le Grand Prix de Zottegem.
- 23 août : l'Italien Vittorio Adorni gagne le Trophée Bernocchi.
- 24 août : le Belge Eddy Merckx gagne la Flèche de Liedekerke. Ensuite l'épreuve ne sera plus disputée jusqu'en 1971.
- 25 août : l'Espagnol Luis Uribezubia Velar gagne le Tour d'Aragon.
- 27 août : le Belge Julien de Locht gagne le Circuit de Dunkerque.
- 22-27 août : championnats du monde de cyclisme sur piste à Amsterdam. Le Belge Patrick Sercu est champion du monde de vitesse professionnelle. Le Français Daniel Morelon est champion du monde de vitesse amateur pour la deuxième année d'affilée. Le Néerlandais Tiemen Groen est champion du monde de poursuite professionnelle. Le Néerlandais Gert Bongers est champion du monde de poursuite amateur.
- 29 août : le Français François Hamon gagne le Grand Prix de Plouay.
- 29 août : le Belge Jos Boons gagne la Coupe Sels.
- 29 août : l'Espagnol José Antonio Momene Campo gagne le Grand Prix Llodio.
- 30 août : le Belge Alfons de Bal gagne la Course des raisins à Overijse.

### Septembre
- 2 septembre : à Heerlen (Pays-Bas) la Britannique Beryl Burton est championne du monde féminine pour la deuxième fois.
- 2 septembre : à Heerlen (Pays-Bas) le Britannique Graham Webb devient champion du monde amateur sur route.
- 3 septembre : le Belge Eddy Merckx devient pour la première fois champion du monde sur route à Heerlen aux Pays-Bas. Il gagnera encore deux fois ce titre en 1971 et 1974, le Néerlandais Jan Janssen est médaille d'argent et l'Espagnol Ramon Saez médaille de bronze.
- 5 septembre : le Français Raymond Poulidor gagne le Circuit des Boucles de l'Aulne.
- 5 septembre : le Belge Julien Stevens gagne le Grand Prix de Brasschaat. L'épreuve ne sera pas disputée en 1968 et reprendra en 1969.
- 13 septembre : le Français Jacques Anquetil gagne le tour de Catalogne.
- 14 septembre : le Néerlandais Peter Post gagne le Grand Prix d'Orchies.
- 14 septembre : le Néerlandais Gerard Vianen gagne le Championnat des Flandres.
- 16 septembre : l'Italien Michele Dancelli gagne le Grand Prix de Prato pour la troisième fois.
- 17 septembre : le Belge Eddy Merckx gagne la 3eme étape de Paris-Luxembourg Nancy-Luxembourg. Le Néerlandais Jan Janssen gagne le classement général final de Paris-Luxembourg.
- 19 septembre : l'Italien Felice Gimondi gagne le Tour du Latium.
- 22 septembre : l'Espagnol Gabimo Erenozaga gagne le Tour de La Rioja.
- 23 septembre : l'Italien Luciano Galbo gagne le Tour de Vénétie.
- 23 septembre : le Suisse René Binggeli gagne le Grand Prix de Lausanne.
- 24 septembre : l'Italien Felice Gimondi gagne le Grand Prix des Nations .
- 24 septembre : le Belge Paul In'tven gagne le Grand Prix d'Isbergues.
- 27 septembre : le Français Jacques Anquetil bat le record de l'heure à Milan sur le vélodrome Vigorelli, en le portant à 47,493 km, son record n'est pas homologué car Anquetil a refusé de satisfaire au contrôle antidopage.
- 28 septembre : le Belge Jan Boonen gagne le Circuit du Houtland.

### Octobre
- 1er octobre : le Belge Willy Van Neste gagne le Grand Prix de Fourmies.
- 1er octobre : l'Italien Michele Dancelli gagne le Tour des Apennins pour la troisième année consécutive.
- 3 octobre : le Belge Edward Sels gagne le Circuit des frontières.
- 4 octobre : l'Italien Michele Dancelli gagne le Tour d'Émilie pour la deuxième fois.
- 7 octobre : l'Italien Michele Dancelli gagne la Coupe Sabatini.
- 8 octobre : le Belge Rik Van Looy gagne Paris-Tours pour la deuxième fois.
- 12 octobre : le Français Raymond Poulidor gagne la course de côte de Montjuich pour la deuxième fois.
- 15 octobre : l'Italien Felice Gimondi gagne le Grand prix de Lugano.
- 17 octobre : le Belge Eddy Merckx gagne le Grand Prix de Clôture.
- 18 octobre : l'Italien Franco Bitossi gagne la Coppa Agostoni.
- 20 octobre : le Français Raymond Poulidor gagne "A travers Lausanne" qui renait de ses cendres après des années de sommeil.
- 21 octobre : l'Italien Franco Bitossi s'impose en solitaire sur le Tour de Lombardie. Le Néerlandais Jan Janssen remporte le Trophée Super Prestige Pernod. Pour sa première année professionnelle le Français Bernard Guyot fait le doublé Trophée Prestige Pernod et Trophée Promotion Pernod.
- 30 octobre : le Belge Ferdinand Bracke bat le record de l'heure à Rome sur le vélodrome Olympique, en le portant à 48,093 km.

### Novembre
- 4 novembre : la paire Belge Eddy Merckx-Ferdinand Bracke gagne le Trophée Baracchi pour la deuxième fois d'affilée.

## Principales naissances
- 18 janvier : Massimo Donati, cycliste italien.
- 22 janvier : Robert Lechner, cycliste allemand.
- 8 février : Laurent Madouas, cycliste français.
- 10 février : Jacky Durand, cycliste français.
- 23 mars : Mario Cipollini, cycliste italien.
- 21 avril : Gianluca Tonetti, cycliste italien.
- 6 mai : Romes Gainetdinov, cycliste russe.
- 6 août : Marcel Wüst, cycliste allemand.
- 2 décembre : Massimiliano Lelli, cycliste italien.
- 19 décembre : Jens Lehmann, cycliste allemand.